# حريق ديكسي
حريق ديكسي كان حريقًا مروعًا نشب عام 2021 في مقاطعات بوت، وبلوماس، ولاسين، وشاستا، وتيهاما في شمال كاليفورنيا بالولايات المتحدة، وسمي الحريق بهذا الاسم نسبةً إلى طريق ديكسي الذي يقع بالقرب من موقع الحريق. بدأ حريق ديكسي في وادي نهر فيذر بالقرب من سد كريستا في مقاطعة بوت بولاية كاليفورنيا في 13 يوليو (تموز) 2021، وتسبب في إحراق 963,309 فدانًا (389,837 هكتارًا) من الأراضي قبل أن يتمكن رجال الإطفاء من احتواؤه بنسبة 100% في 25 أكتوبر (تشرين الأول) 2021.
كان حريق ديكسي هو أكبر حريق غابات نجم عن مصدر واحد (مقارنةً بحرائق الغابات المعقدة، ذات نقاط الاشتعال المتعددة) في التاريخ المُسجّل لولاية كاليفورنيا الأمريكية، وثاني أكبر حريق غابات في تاريخ الولايات المتحدة الأمريكية بشكل عام، بعد الحريق المُعقد الذي وقع في أغسطس (آب) عام 2020). تسبب حريق ديكسي في إتلاف أو تدمير العديد من المجتمعات، مثل مجتمع غرينفيل في 4 أغسطس (آب) 2021، وكانيوندام في 5 أغسطس، ووارنر فالي في 12 أغسطس (آب) 2021. يُعدّ حريق ديكسي هو أكبر الحرائق وأكثرها تدميراً خلال موسم حرائق الغابات في كاليفورنيا لعام 2021. وكان أول حريق معروف يمتد عبر قمة جبل سييرا نيفادا، ثُم تلاه حريق كالدور في وقت لاحق من نفس الموسم. تسبب دخان حريق ديكسي في جودة هواء غير صحية في جميع أنحاء غرب الولايات المتحدة الأمريكية، وشمل ذلك بعض الولايات التي تقع في أقصى الشرق مثل ولاية يوتا وولاية كولورادو. يُعتبر حريق ديكسي هو حريق الغابات الأكثر تكلفة في تاريخ الولايات المتحدة الأمريكية، إذ بلغت تكلفة إخماده 637.4 مليون دولار أمريكي.